# Operacja Chopper
Operacja Chopper – operacja wojskowa przeprowadzona 12 stycznia 1962 roku wspólnie przez US Army i Armię Republiki Wietnamu, skierowana przeciwko Vietcongowi. Było to pierwsze starcie wojny wietnamskiej, w którym bezpośrednio zaangażowane było wojsko amerykańskie, a zarazem pierwsza operacja powietrznodesantowa tej wojny.

## Przebieg
W ramach operacji około 30 śmigłowców H-21, należących do 8. i 57. kompanii transportowej US Army, przetransportowało ponad 1000 żołnierzy południowowietnamskich, około 15 km na zachód od Sajgonu, gdzie znajdował się przyczółek Vietcongu. Po krótkiej potyczce żołnierze Vietcongu wycofali się, a operacja zakończyła się sukcesem.
Amerykańscy piloci, którzy wzięli udział w misji, przybyli do Sajgonu wraz ze sprzętem niespełna miesiąc wcześniej na pokładzie okrętu USS „Core”.
Operacja Chopper odbyła się w tajemnicy przed społeczeństwem amerykańskim, oficjalnie w Wietnamie przebywali jedynie doradcy wojskowi. Kilka dni po zakończeniu operacji prezydent John F. Kennedy oficjalnie zaprzeczył, jakoby żołnierze amerykańscy brali udział w działaniach bojowych.